# The Brothers Four
The Brothers Four é uma banda musical estadunidense de gênero folk fundada no ano de 1957 em Seattle nos Estados Unidos.
Seus primeiros integrantes foram Bob Flick, John Paine, Mike Kirkland e Dick Foley.
Entre seus maiores sucessos estão as músicas "Try to Remember" e "500 Miles".
A fundação da banda se iniciou quando Bob Flick, John Paine, Mike Kirkland e Dick Foley, estudantes da Universidade de Washington se conheceram durante seus anos de estudos onde os mesmos eram membros de uma fraternidade chamada Phi Gamma Delta em 1956 (daí o surgimento da alcunha Brothers, "Irmãos" em português). Sua primeira performance profissional foi resultado de uma brincadeira feita por uma fraternidade "rival" que chamou-os para uma audição, fingindo ser o Colony Club de Seattle. Embora não tivessem sido esperados para tal evento, foram autorizados a cantar algumas músicas e acabaram por ser contratados após a apresentação. Flick afirma que "eles recebiam parte do pagamento em cerveja".
Em 1959, o grupo de mudou para San Francisco onde conheceram Mort Lewis, o empresário de Dave Brubeck. Lewis tornou-se mentor da banda e brevemente assegurou um contrato com a Columbia Records. Uma de suas grandes canções Greenfields, lançada em janeiro de 1960, tornou-se 2º lugar nas paradas de sucesso da época atingindo a marca de mais de 1 milhão de cópias vendidas e sendo premiada com disco de ouro pela RIAA. O álbum homônimo ao nome do grupo no fim do mesmo ano chegou ao top 20. Outro destaque do innício da carreira do The Brothers Four foi a música The Green Leaves of Summer lançada no filme The Alamo estrelado por John Wayne que foi premiado na Academy Awards de 1961. Em 1962 gravaram o tema para o filme Five Weeks in a Balloon e também para a série televisiva Hootenanny no ano seguinte. Lançaram uma versão de Sloop John B gravado como The John B. Sails.
A época da denominada Invasão Britânica e a ascensão de músicos do estilo Folk rock, tal como Bob Dylan, levou à subita interrupção do período de sucesso da banda, mantiveram-se porém altos índices de público com turnês pelo Japão e alguns locais dos Estados Unidos.
Com a chegada de Jerry Dennon ao grupo, fundaram uma estação de rádio em Seaside (Oregon), a KSWB (AM), em 1968. A estação foi vendida 4 anos depois para um grupo de Montana, sendo aglomerada a um grupo de pequenas estações algum tempo depois.
A banda ensaiou um retorno gravando uma versão altamente comercial de Mr. Tambourine Man de Bob Dylan mas foram impedidos de lançá-la devido à política de Direitos Autorais e a banda The Byrds eventualmente tomou seu destaque lançando uma versão semelhante. 
Mike Kirkland deixou o conjunto em 1969 e foi substituído por Mark Pearson, outro ex-aluno da Universidade de Washington. Em 1971, Pearson saiu e foi trocado por Bob Haworth que permaneceu até 1985 até ser reposto pelo próprio retorno de Pearson. Dick Foley deixou o grupo em 1990, para seu lugar foi escolhido Terry Lauber. Embora tenha havido diversas mudanças na formação da banda desde o alinhamento original durante as mais de 6 décadas de atividade, o grupo permanece ativo realizando shows.

## Discografia
- 1960:   The Brothers Four
- 1961:   B.M.O.C. (Best Music On/Off Campus)
- 1961:   The Brothers Four Song Book
- 1962:   The Brothers Four: In Person
- 1963:   Cross-Country Concert
- 1963:   The Big Folk Hits
- 1964:   More Big Folk Hits
- 1965:   The Honey Wind Blows
- 1966:   Try To Remember
- 1966:   A Beatles' Songbook
- 1967:   A New World's Record
- 1969:   Let's Get Together
- 1970:   The Brothers Four 1970
- 1971:   Merry Christmas
- 1976:   The Brothers Four NOW
- 1979:   New Gold
- 1980:   Where The Eagles Fly
- 1987:   Silver Anniversary Concert
- 1996:   The Tokyo Tapes
- 2005:   This Land Is Your Land